# Københavns Amt (vor 1970)

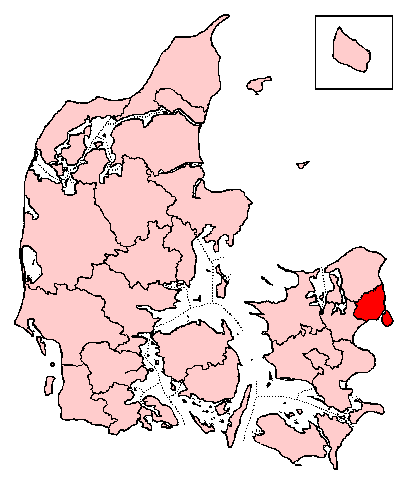
Lage des Københavns Amt (noch ohne Roskilde Amt) in Dänemark

Københavns Amt (benannt nach der dänischen Hauptstadt København, dt.: Kopenhagen) war bis zur dänischen Kommunalreform zum 1. April 1970 eines der damaligen Ämter in Dänemark. Bei den Reformen von 1793 blieb es unverändert, erst im Jahre 1800 wurde ein Teil der Harde Ølstykke Herred im Nordwesten des Amtsgebietes dem Frederiksborg Amt zugeschlagen. 
Das Amt bestand damit aus zwei Harden:
- Smørum Herred
- Sokkelund Herred

1808 wurde das Roskilde Amt mit den vier Harden
- Voldborg Herred
- Sømme Herred
- Tune Herred
- Ramsø Herred

aufgelöst und dem Københavns Amt zugeschlagen. 
Mit der Kommunalreform 1970 wurden die København Kommune und die Frederiksberg Kommune zu amtsfreien Kommunen, Roskilde Amt wieder ein selbständiges Amt (in gegenüber 1808 leicht veränderten Grenzen) und das restliche Gebiet des Amtes zum „neuen“ Københavns Amt. Das Amt war damit das einzige, das durch diese Kommunalreform verkleinert wurde.

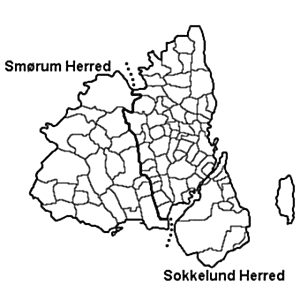
Københavns Amt 1800 bis 1808
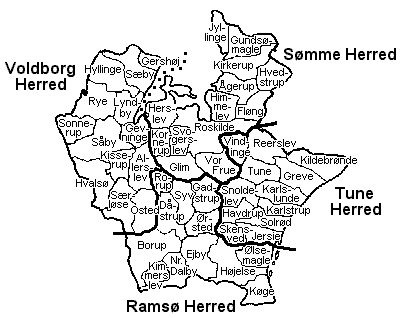
Roskilde Amt 1808
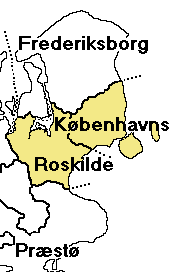
Københavns Amt nach 1808
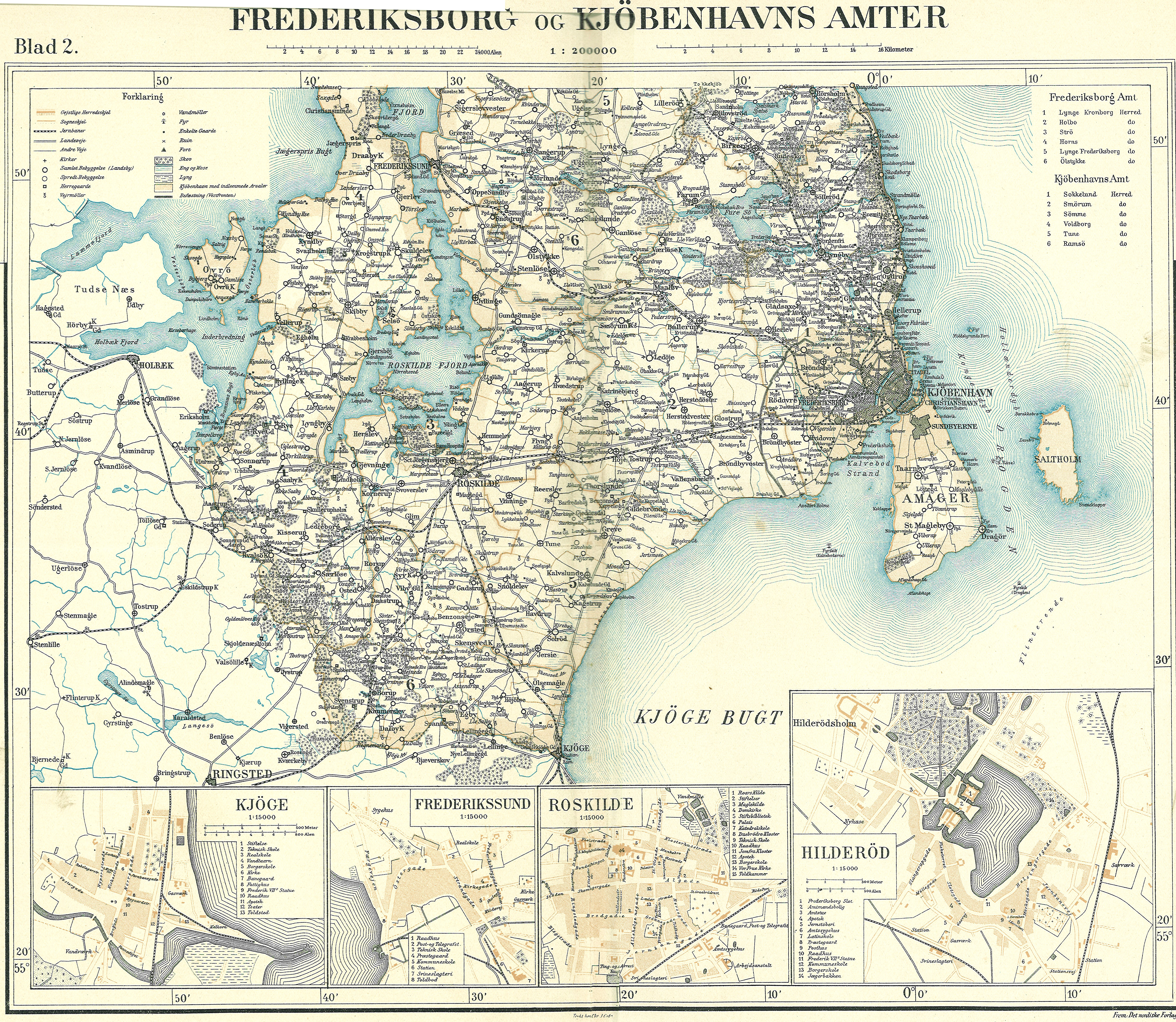
Københavns Amt auf einer Karte von ca. 1900